# Uralocoleus splendens
Uralocoleus splendens is een keversoort uit de familie Tshekardocoleidae. De wetenschappelijke naam van de soort is voor het eerst geldig gepubliceerd in 1947 door Zalessky.